# ماريا زاخاروفا
ماريا فلاديميروفنا زاخاروفا (بالروسية: Мария Владимировна Захарова)، هي دبلوماسية وسياسية روسية تشغل منصب مديرة إدارة الإعلام والصحافة في وزارة الخارجية الروسية والمتحدثة الرسمية باسم الوزارة منذ 10 أغسطس 2015، خلفًا لألكسندر لوكاشيفيتش. وقد تولّت قبل ذلك منصب نائب مدير إدارة الإعلام في الوزارة منذ عام 2011. تُعد زاخاروفا أول امرأة تتولى منصب المتحدث باسم وزارة الخارجية الروسية.
حصلت على شهادتها من كلية الإعلام الدولي في معهد موسكو الحكومي للعلاقات الدولية، وهي عضو في المجلس الروسي للسياسة الخارجية والدفاع. تحمل زاخاروفا درجة "مرشح في العلوم التاريخية"، أي ما يعادل درجة الدكتوراه في النظام التعليمي الروسي.

## النشأة والتعليم
وُلدت ماريا زاخاروفا في 24 ديسمبر 1975 لأسرة تنتمي إلى السلك الدبلوماسي. في عام 1981، انتقلت العائلة إلى بكين بعدما عُيّن والدها فلاديمير زاخاروف في السفارة السوفيتية هناك. وبعد انهيار الاتحاد السوفيتي، عادت الأسرة إلى موسكو عام 1993. أما والدتها، إيرينا زاخاروفا فهي مؤرخة فنية عملت في متحف بوشكين للفنون في موسكو.
في عام 1998، تخرّجت ماريا زاخاروفا في كلية الصحافة الدولية التابعة لمعهد موسكو الحكومي للعلاقات الدولية، حيث تخصّصت في الدراسات الشرقية والصحافة. وقد أجرت تدريبها العملي قبيل التخرج في السفارة الروسية في بكين.

## المسيرة المهنية
في الفترة بين الأعوام 2003 إلى 2005، و 2008 إلى 2011، عملت ماريا في دائرة الصحافة والإعلام في وزارة الخارجية للاتحاد الروسي. ومن عام 2005 إلى عام 2008، كانت صحفية البعثة الروسية الدائمة للاتحاد الروسي لدى الأمم المتحدة في مدينة نيويورك. عملت زاخاروفا في الفترة من عام 2011 إلى 10 أغسطس 2015 في منصب نائب رئيس دائرة الإعلام والصحافة في وزارة خارجية الاتحاد الروسي. شملت واجباتها تنظيم وإجراء الجلسات الخاصة باسم وزارة الشؤون الخارجية كما كانت هي المتحدثة الرسمية باسم الوزارة.
تشتهر ماريا بمشاركتها العديدة في البرامج الحوارية السياسية على التلفزيون الروسي ومداومتها على التعليق على القضايا السياسية الحساسة في الشبكات الإجتماعية. وتعتبر أكثر شخصية دبلوماسية تنتشر مقولاتها في المجتمع الروسي. وغالبا ما تعارض أراء السياسيين الأمريكين مثل معارضتها جينيفر بساكي (الممثل الرسمي لوزارة الخارجية الولايات المتحدة الأمريكية قبل 31 مارس 2015).
في 10 أغسطس 2015، تم تعيين زاخاروفا بأمر من وزارة الشؤون الخارجية في منصب مدير إدارة الصحافة والإعلام. لتصبح هي أول امرأة في التاريخ تتولى هذا المنصب.
اختيرت ماريا زاخاروفا في عام 2016 في قائمة بي بي سي لأكثر 100 شخصية مؤثرة في العالم.

### الخلافات
في 13 نوفمبر 2016، انتقدت زاخاروفا نتائج الانتخابات الأمريكية مازحة قائلة أنها كانت نتيجة مؤامرة يهودية، فصرحت قائلة بلهجة يهودية:
"إذا أردت معرفة ما الذي سوف يحدث في أمريكا، إلى من ستتكلم؟ يجب عليك أن تتكلم مع رجالنا في برايتون بيتش، بطبيعة الحال".
في 2 مارس 2007، رفضت ماريا زاخاروفا مناقشة الادعاءات ضد السفير الروسي سيرجي كيسلياك مع مراسل شبكة سي إن إن. كما نصحت المراسل بالتوقف عن نشر الأكاذيب والأخبار المزيفة، مؤكده أن سيرجي كيسلياك دبلوماسي عالمي معروف.

## العملية العسكرية الروسية في أوكرانيا 2022
في 16 فبراير 2022، سخرت زاخاروفا من تنبؤات وسائل الإعلام الغربية بغزو وشيك لأوكرانيا من قبل روسيا عندما طلبت بلهجة ساخرة جدول الغزوات الروسية حتى تتمكن، ظاهرياً من "التخطيط لإجازتها".
في 23 فبراير أي قبل يوم واحد من العملية العسكرية الروسية في عام 2022، فرض الاتحاد الأوروبي عقوبات عليها إلى جانب شخصيات إعلامية روسية بارزة أخرى وذلك بصفتها "شخصية مركزية في الدعاية الحكومية" ولأنها "شجعت على نشر القوات الروسية في أوكرانيا". وتشمل العقوبات وضعها على قائمة حظر الطيران وتجميد الأصول. في 8 مارس فرضت أستراليا أيضاً عقوبات على زاخاروفا. في 18 مارس أُدرجت زاخاروفا في قائمة العقوبات الموسعة في اليابان.

## العقوبات
في 23 فبراير 2022، أي قبل يوم واحد من الغزو الروسي لأوكرانيا، فرض الاتحاد الأوروبي عقوبات على ماريا زاخاروفا إلى جانب عدد من الشخصيات الإعلامية الروسية البارزة، وذلك بوصفها "شخصية محورية في الدعاية الحكومية" وبتهمة "الترويج لنشر القوات الروسية في أوكرانيا". شملت هذه العقوبات إدراجها على قائمة حظر الطيران وتجميد أصولها.
وفي أعقاب الغزو، فرضت أستراليا عقوبات على زاخاروفا في 8 مارس. كما أدرجتها اليابان في 18 مارس ضمن قائمتها الموسعة للعقوبات. وفي يونيو من العام نفسه، فرضت وزارة الخزانة الأمريكية عقوبات عليها، ولحقت بها كل من نيوزيلندا والمملكة المتحدة في وقت لاحق من العام.

## حياتها الخاصة
في 7 نوفمبر 2005، تزوجت زاخاروفا من أندريا موروزوف في القنصلية الروسية في مدينة نيويورك. رزق الثنائي ابنة تدعى مريانا في أغسطس 2010.

## وصلات خارجية
- سيرة ماريا زخاروفا وكالة تاس.
- برزيلينسكي، فلاديمير؛ زاخاروفا، ماريا (2016). "ما هي الطريقة التي ينظر بها النسر الروسي ذو الرأسين". مجلة القانون الروسية. الرابع ع. 2. مؤرشف من الأصل في 2019-07-01. اطلع عليه بتاريخ 2017-02-01.
- أفضل مداخلات ماريا زاخاروفا على التلفاز الروسي
- زاخاروفا تصرح الغباء الأمريكي أخطر من الإرهاب.
- بوتين يكرم ماريا زاخاروفا